# サクラジマミカン

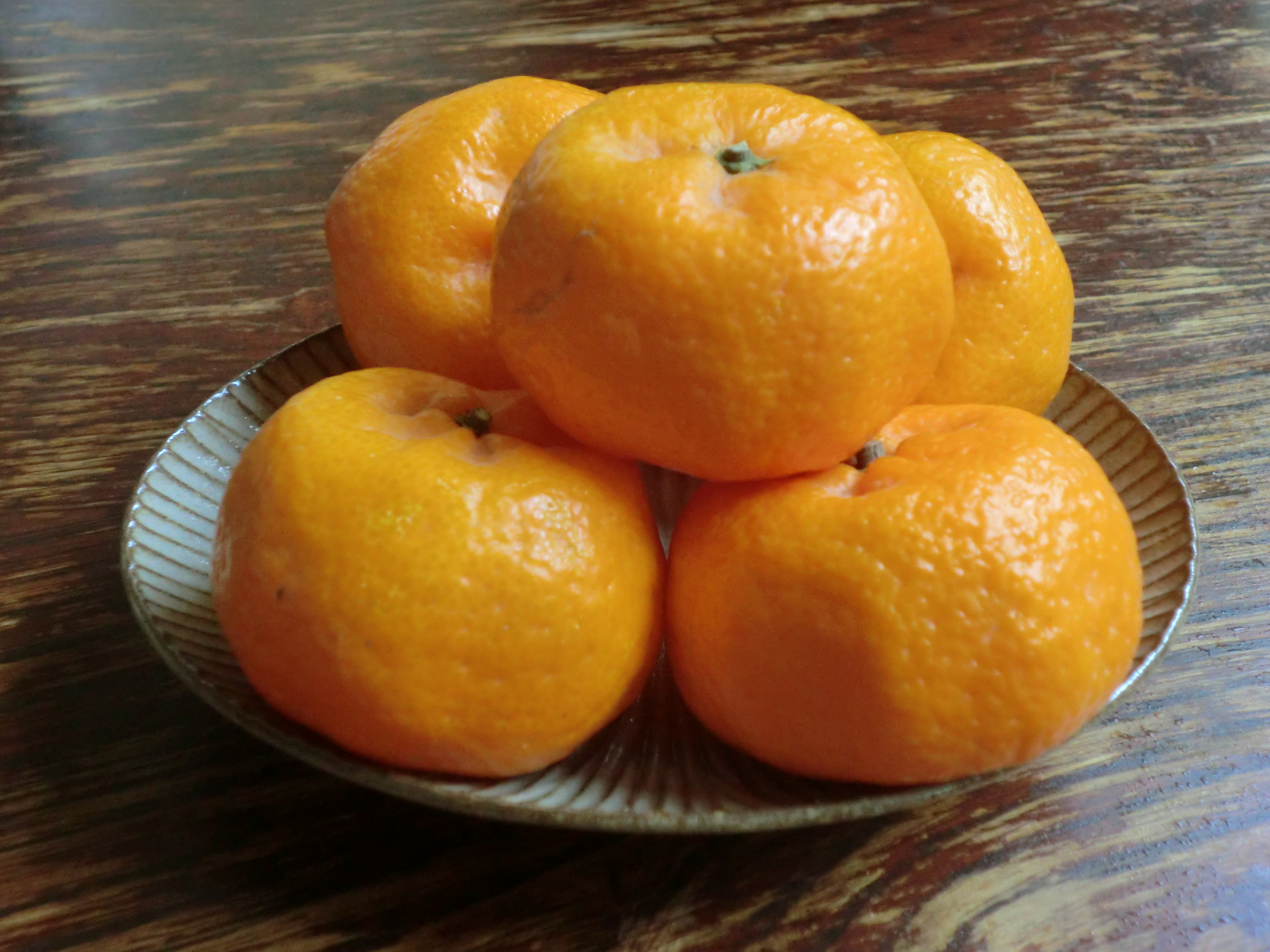
桜島小蜜柑

サクラジマミカン（桜島蜜柑）は、鹿児島県の桜島で栽培されている柑橘類の一種。サクラジマコミカン（桜島小蜜柑）とも呼ばれる。品種としてはキシュウミカンとほぼ同一である。同じ品種が桜島を望む鹿児島湾沿いの霧島市福山でも栽培されており、こちらは単にコミカン（小蜜柑）と呼ばれる。

## 概要
鹿児島県の特産品で桜島で生産されているギネスブックに認定された世界一小さいミカンである。火山灰土壌のため稲作に適さない桜島において重要な商品作物の一つとなっている。樹齢200年以上の大木として栽培されているものもあり、一本の木から数百キログラムの果実が収穫されることもある。果実は12月上旬に熟し重さ20 - 50グラムの扁平な球状となる。袋はやや堅いが強い甘味がある。

## 歴史
島津義弘が文禄・慶長の役の際に朝鮮半島から持ち帰ったとする説と、関ヶ原の戦いの後に紀伊国から持ち帰ったとする説とがあるが、肥後八代の高田みかんが伝わったとする説がもっとも有力であろう。徳川家康の家臣であった山口直友が賞賛したことから名産品と認められ、1603年（慶長8年）には島津忠恒が家康に献上している。古くは向島蜜柑または赤蜜柑と呼ばれていたが1658年（万治2年）頃から桜島蜜柑と呼ばれるようになった。1779年（安永8年）の安永大噴火や1914年（大正3年）の大正大噴火によって大きな被害を受けた（諸説あり）。
2017年11月10日に「桜島小みかん（サクラジマコミカン）」として地理的表示保護制度に登録された。